# Superkubok SSSR 1984
La Superkubok SSSR 1984 è stata la 3ª edizione della Supercoppa dell'Unione Sovietica.
La competizione si è svolta in due gare di andata e ritorno allo tra Dnepr, vincitore del campionato e Šachtar, vincitore della coppa nazionale.
A conquistare il trofeo è stato lo Šachtar, che ha vinto la gara d'andata e pareggiato quella di ritorno. Per la formazione del Donbass si tratta della prima vittoria in Supercoppa.

## Tabellino

### Gara d'andata
| Arbitro: | Butenko (Mosca) |

|                                    |           |                |
| Vyšnevs'kyj 54’ (aut.) Morozov 64’ | Marcatori | 40’ Lytovčenko |

### Gara di ritorno
| Arbitro: | Kuznecov (Omsk) |

|               |           |                 |
| Fedorenko 70’ | Marcatori | 89’ Sokolovskij |